# Malagueira e Horta das Figueiras
Malagueira e Horta das Figueiras (llamada oficialmente União das Freguesias de Malagueira e Horta das Figueiras) es una freguesia portuguesa del municipio de Évora, distrito de Évora.

## Historia
Fue creada el 28 de enero de 2013 en aplicación de una resolución de la Asamblea de la República de Portugal promulgada el 16 de enero de 2013 con la unión de las freguesias de Horta das Figueiras y Malagueira, pasando su sede a estar situada en la antigua freguesia de Malagueira.

## Demografía
| Gráfica de evolución demográfica de Malagueira e Horta das Figueiras entre 2011 y 2021 |
|                                                                                        |
| Datos según el nomenclátor publicado por el INE portugués.                             |